# Боканде, Жюль
Жю́ль Франсуа́ Бертра́н Боканде́ (фр. Jules-François Bertrand Bocandé; 25 ноября 1958, Зигиншор — 7 мая 2012[…], Мец) — сенегальский футболист и футбольный тренер, играл на позиции нападающего. Играл за сборную Сенегала

## Биография

### Клубная карьера
Боканде начал карьеру в Сенегале в клубе «Каса Спортс». Затем играл в Бельгии за «Турне» и «Серен». В 1984 году перешёл в клуб французской Лиги 1 «Мец», в котором отыграл четыре сезона. В сезоне 1985/86 Боканде забил 23 гола и стал лучшим бомбардиром чемпионата. По окончании сезона перешёл в «Пари Сен-Жермен», за который играл в течение полтора сезона.
В 1987 году перешёл в «Ниццу», за который играл в течение четырёх сезонов. Следующим его клубом в карьере стал «Ланс», в котором он играл в течение одного сезона. Завершил карьеру в бельгийском «Эндрахте», за который сыграл 6 матчей и забил 3 гола.

### Карьера в сборной
В составе сборной Сенегала был участником Кубка африканских наций 1986 года, Кубка африканских наций 1990 года и Кубка африканских наций 1992 года. Всего за сборную Сенегала сыграл 73 матча и забил 20 голов.

### Тренерская карьера
С 1994 по 1995 год работал главным тренером сборной Сенегала.
В 2002 году был ассистентом главного тренера сборной Сенегала Брюно Метсю на чемпионате мира по футболу 2002 года, где Сенегал дошёл до 1/4 финала.

### Смерть
Скончался 7 мая 2012 года в одной из больниц Меца от последствий инсульта в возрасте 53 лет.